# Processo chimico
Il termine processo chimico viene impiegato per indicare una sequenza di una o più operazioni che realizzano, naturalmente o artificialmente, la trasformazione di sostanze chimiche.
I processi chimici si differenzia anzitutto in:
- processi chimici di laboratorio: svolti nell'ambito di un laboratorio chimico;
- processi chimici industriali: svolti su scala industriale
- processi chimici naturali.

I processi chimici naturali si realizzano in natura senza l'azione dell'uomo. A questa categoria appartengono ad esempio i processi chimici che avvengono naturalmente all'interno degli organismi viventi (tra cui il metabolismo e la fotosintesi clorofilliana) e le reazioni di biodegradazione. I processi chimici di laboratorio e industriali fanno invece riferimento a processi chimici messi a punto dall'uomo.
La differenza principale tra processi chimici di laboratorio e processi chimici industriali risiede nelle quantità di sostanze chimiche reagenti e prodotte. Ad esempio, la produzione annuale di etilene su scala industriale nel 2000 è stata di circa 100 milioni di tonnellate, mentre nel caso dei processi chimici di laboratorio si possono avere anche pochi grammi di sostanza prodotta all'anno. Inoltre è differente la destinazione d'uso dei prodotti: le sostanze che vengono prodotte su scala industriale sono destinate ad essere commercializzate, per cui la quantità prodotta segue la legge della domanda e dell'offerta, mentre solo una parte delle sostanze prodotte in laboratorio sono destinate al commercio, infatti molti processi chimici di laboratorio sono svolti per scopi differenti dalla commercializzazione diretta, ad esempio per scopo analitico, per ricercare nuovi materiali o per fini didattici.

## Processi chimici di laboratorio

### Esempi
Esempi di processi chimici che avvengono in laboratorio sono:
- Sviluppo fotografico;
- Analisi calcimetrica per la determinazione del carbonato di calcio;
- Test di Molisch per la determinazione delle aldeidi;
- Metodo complessometrico per la determinazione della durezza dell'acqua
- Sterilizzazione con ossido di etilene.[2]

## Processi chimici industriali
I processi chimici industriali che si svolgono in un impianto chimico possono contenere al loro interno, oltre a trasformazioni di tipo chimico (processi unitari) anche trasformazioni di tipo fisico (operazioni unitarie). Le apparecchiature in cui si svolgono tali trasformazioni prendono il nome di "apparecchiature chimiche", sebbene in alcune di esse avvengano esclusivamente trasformazioni di tipo fisico (ad esempio colonna di distillazione non reattiva).

### Rappresentazione di un processo chimico industriale

Esempio di P&ID

I processi chimici industriali possono essere rappresentati in vari modi, ad esempio da un semplice schema di processo (dove vengono rappresentate le apparecchiature e le correnti materiali principali) o da un Piping & Instrumentation Diagram (dove vengono messe in evidenza tutte le apparecchiature e la strumentazione di controllo).

### Esempi
Di seguito vengono indicati alcuni processi chimici industriali:
- Cracking del grezzo per ottenimento di idrocarburi a catena corta;
- Idroformilazione delle olefine per l'ottenimento di aldeidi;
- Polimerizzazione dell'etilene per produrre polietilene;
- Processo Claus perl'ottenimento di zolfo elementare da acido solfidrico;
- Processo Fischer-Tropsch per la produzione di combustibili da gas di sintesi;
- Processo Monsanto per la sintesi dell'acido acetico a partire da metanolo;
- Processo Wacker per l'ossidazione dell'etilene a acetaldeide;
- Vulcanizzazione della gomma.